# Giáo hoàng Têlesphôrô
Têlesphôrô (Latinh: Telesphorus) là vị giáo hoàng thứ tám của Giáo hội Công giáo theo danh sách của Irênê thành Lyon. Ông được suy tôn là một vị thánh. Theo Niên giám Tòa thánh năm 1861 thì ông lên ngôi năm 127 và triều đại của ông kéo dài 11 năm. Niên giám năm 2003 thì triều đại của ông kéo dài từ năm 125 tới năm 136. Theo Niên giám tòa thánh năm 2008 (Libreria Editrice Vaticana) thì thời gian cai trị của Giáo hoàng Telesphorus kéo dài từ năm 127 hoặc 128 tới năm 137 hoặc 138.
Triều đại của ông bắt đầu trong thời gian cai trị của hoàng đế Hadrian và kết thúc trong thời gian cai trị của Antonius Pius.
Ông là người Hy Lạp. Sinh ra ở Calabria Terranuova (Sibari từ Newfoundland). Trước khi tới Rôma, ông đã sống như một ẩn sĩ trong một khoảng thời gian dài ở Palestine và Ai Cập. Có lẽ ông là một trong những người sống ẩn dật (tách lìa khỏi xã hội và hoàn toàn độc thân) tại núi Carmel. Đó là lý do vì sao các giáo sĩ thuộc một dòng tu được thành lập vào năm 115 (Carmelites) tôn kính Telesphorus như là vị thánh bảo trợ.
Ông tỏ ra rất thông cảm với các Giáo hội Đông phương về việc ấn định lễ Phục sinh vào một ngày tháng khác với lễ được ấn định ở Rôma. Liber Pontificalis cho rằng ông là người đã sáng tác Kinh Vinh Danh. Ông truyền mỗi linh mục nên cử hành 3 thánh lễ trong đêm Chúa Giáng Sinh và thêm những kinh nguyện mới vào thánh lễ. Tuy nhiên, một số người nghi ngờ sự chính xác của những điều này. Ông cũng là người được cho là đã thiết lập Bảy Tuần Mùa Chay. Ông quy định phải ăn chay và đền tội trong suốt bảy tuần trước lễ Phục Sinh.
Thánh Irenaeus giám mục của Lion cho rằng Giáo hoàng Telesphorus đã chịu tử vì đạo. Trong Roman Martyrology, ông được giáo hội kính nhớ vào ngày 2 tháng 1, giáo hội Hi-lạp kính nhớ vào ngày 22 tháng 2. Tuy nhiên, một số nguồn khác cho rằng ông được mừng lễ một cách không đúng phép như là vị tử vì đạo, vì ông bị lẫn lộn với một người Rô-ma trùng tên đã bị hành hình dưới triều Hađrianô. Thị trấn Saint-Télesphore, ở thành phố Quebec – vùng tây nam của Canada đã được đặt theo tên của ông.